# Tko se boji Virginije Woolf ?
Tko se boji Virginije Woolf ? (engl. Who's Afraid of Virginia Woolf?) je kazališni komad Edwarda Albea iz 1962.

## Radnja
Bračni par Martha i George pozivaju doma mlađi bračni par poslije jednog tuluma. Martha i George imaju takav odnos da često pokušavaju povrijediti jedno drugo koliko je to god moguće. S mladim bračnim parom kao publikom, uskoro se veče pretvara u igru u kojem uvrede postaju sve jače i žešće.
Istoimeni film iz 1966. s Elizabeth Taylor i Richardom Burtonom u glavnim ulogama nagrađen je s pet Oscara. Kazališni komad se često može vidjeti po kazalištima diljem svijeta poslije praizvedbe u New Yorku 13. listopada 1962.